# 小田島荘
小田島荘（おだじまのしょう）は、出羽国村山郡（現在の山形県東根市）にあった摂関家の荘園。小但嶋荘とも書かれる。

## 概要

### 前史
小田島荘が存在した地域は、7世紀末ごろ道奥国（陸奥国）に編入され、和銅5年（712年）新たに成立した出羽国の最上郡（現在の村山地方・最上地方）となった。仁和2年11月11日（886年12月10日）最上郡が2郡に分割され村山郡に属すようになる。

### 成立
初見は関白藤原師通の日記「後二条師通記」寛治6年（1092年）12月4日条である。「後二条師通記」によれば、「二条殿」（藤原教通）の時に当荘の領有をめぐる問題があったということから、11世紀中頃が当荘の成立期と考えられる。

### 荘域
山形県村山地方の東根市一帯に比定される。ただし最上川以西の村山市樽石・河北町谷地なども荘域に含まれる。

### 平安時代、鎌倉時代
藤原師通から忠実、忠通、基実と伝領された荘園は、基通の頃に鎌倉時代へと入る。この時代に地頭を務めたのは中条氏であり、建長3年（1251年）小田島五郎左衛門尉義春は将軍家鶴岡八幡参宮随兵を務めた。しかし、鎌倉末期には北条氏領となっていたようである。

### 南北朝時代、室町時代
南北朝時代に入ると、南朝方結城氏に与えられるが、結城氏は後に北朝に組する。正平11年（1356年）頃、小田島義春の後裔と思われる平長義（備前守）が現れ勇躍するが、程なくこの地域の大部分は最上氏の支配下に入ったものとみられる。中条氏は最上川西岸の谷地に逃れ命脈を保った。

### その後
天童氏の庶流東根氏が支配し、最上八楯の一角を占めるが、天童氏と共に最上義光によって滅ぼされた。